# (35068) 1989 SF4
(35068) 1989 SF4 est un astéroïde de la ceinture principale d'astéroïdes découvert en 1989.

## Description
(35068) 1989 SF4 a été découvert le 26 septembre 1989 à l'observatoire de La Silla, au Chili, par Eric Walter Elst.

### Caractéristiques orbitales
L'orbite de cet astéroïde est caractérisée par un demi-grand axe de 3,1 ua, un périhélie de 2,83 ua, une excentricité de 0,06 et une inclinaison de 10,75° par rapport à l'écliptique. Du fait de ces caractéristiques, à savoir un demi-grand axe compris entre 2 et 3,2 ua et un périhélie supérieur à 1,666 ua, il est classé, selon la JPL Small-Body Database, comme objet de la ceinture principale d'astéroïdes.

### Caractéristiques physiques
(35068) 1989 SF4 a une magnitude absolue (H) de 14,0 et un albédo estimé à 0,308.